# 15735 Andakerkhoven
15735 Andakerkhoven (tên chỉ định: 1990 WF2) là một tiểu hành tinh vành đai chính. Nó được phát hiện bởi Eric Walter Elst tại Đài thiên văn La Silla ở Chile vào ngày 18 tháng 11 năm 1990. Nó được đặt theo tên Melisande "Anda" Kerkhoven, một sinh viên y khoa của Đại học Groningen từng tham gia trong cuộc kháng chiến của Hà Lan chống lại Đức quốc xã trong Thế chiến II.